# Gaillagos
Gaillagos település Franciaországban, Hautes-Pyrénées megyében. Lakosainak száma 126 fő (2022. január 1.). Gaillagos Salles, Arcizans-Dessus, Aucun és Bun községekkel határos.

## Népesség
A település népességének változása:
| Lakosok száma | 117  | 123  | 129  | 128  | 128  | 124  | 121  | 133  | 126  |
|               | 2013 | 2015 | 2016 | 2017 | 2018 | 2019 | 2020 | 2021 | 2022 |